# Macronema lineatum
Macronema lineatum är en nattsländeart som beskrevs av Francois Jules Pictet de la Rive 1836. Macronema lineatum ingår i släktet Macronema och familjen ryssjenattsländor. Inga underarter finns listade i Catalogue of Life.